# Ferdinand Julius von Troyer

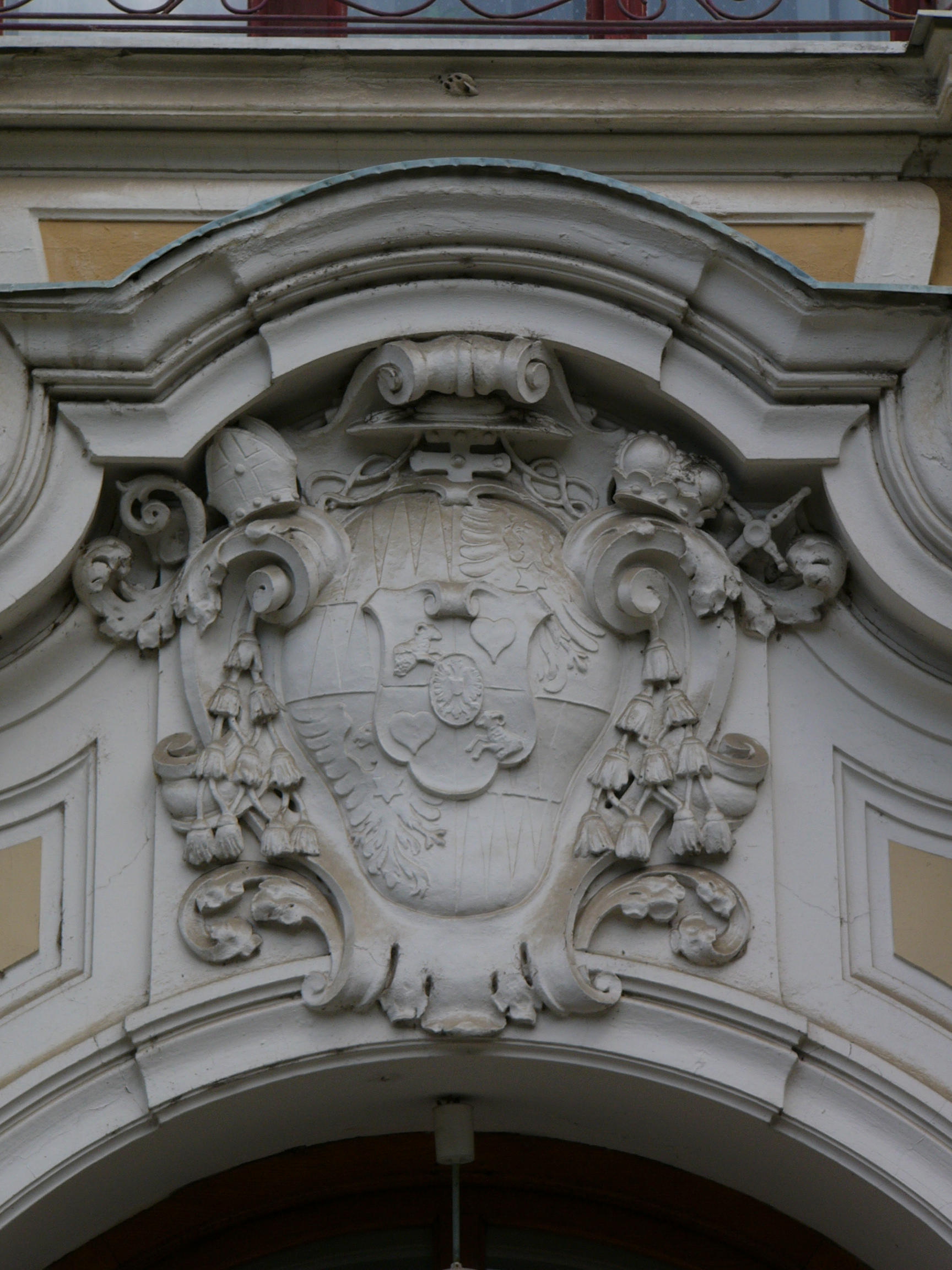

Ferdinand Julius von Troyer; czeski Ferdinand Julius Troyer z Troyersteinu (ur. 20 stycznia 1698 w Brixen, zm. 5 lutego 1758 w Brnie) – biskup ołomuniecki w latach 1746–1758.

## Życiorys
Kształcił się w kolegium jezuickim w Innsbrucku, a następnie w Collegium Germanicum w Rzymie. 25 września 1711 został kanonikiem ołomunieckim, a 25 grudnia 1720 przyjął święcenia kapłańskie. Od 1725 rezydował w Ołomuńcu. W 1731 został archidiakonem opawskim, a w 1741 scholastykiem kapituły ołomunieckiej.
Po odejściu biskupa Jacoba Ernesta von Liechtenstein-Kastelkorn do Salzburga Ferdinand Julius Troyer został 9 grudnia 1745 wybrany na biskupa ołomunieckiego. Potwierdzenie papieskie nastąpiło 28 marca 1746. Święcenia biskupie przyjął 2 maja 1746.
W 1746 Ferdinand Julius Troyer został rzeczywistym tajnym radcą cesarzowej Marii Teresy. 16 kwietnia 1747 otrzymał kapelusz kardynalski. W 1751 został protektorem Rzeszy, a także powołał pierwszego komisarza dla tzw. dystryktu kietrzańskiego. W 1752 wyremontował zniszczony przez pożar biskupi zamek w Kromieryżu. W 1755 uzyskał od papieża bullę, która zezwalała mu wizytować kościoły podległe zakonom.